# Walter Flex

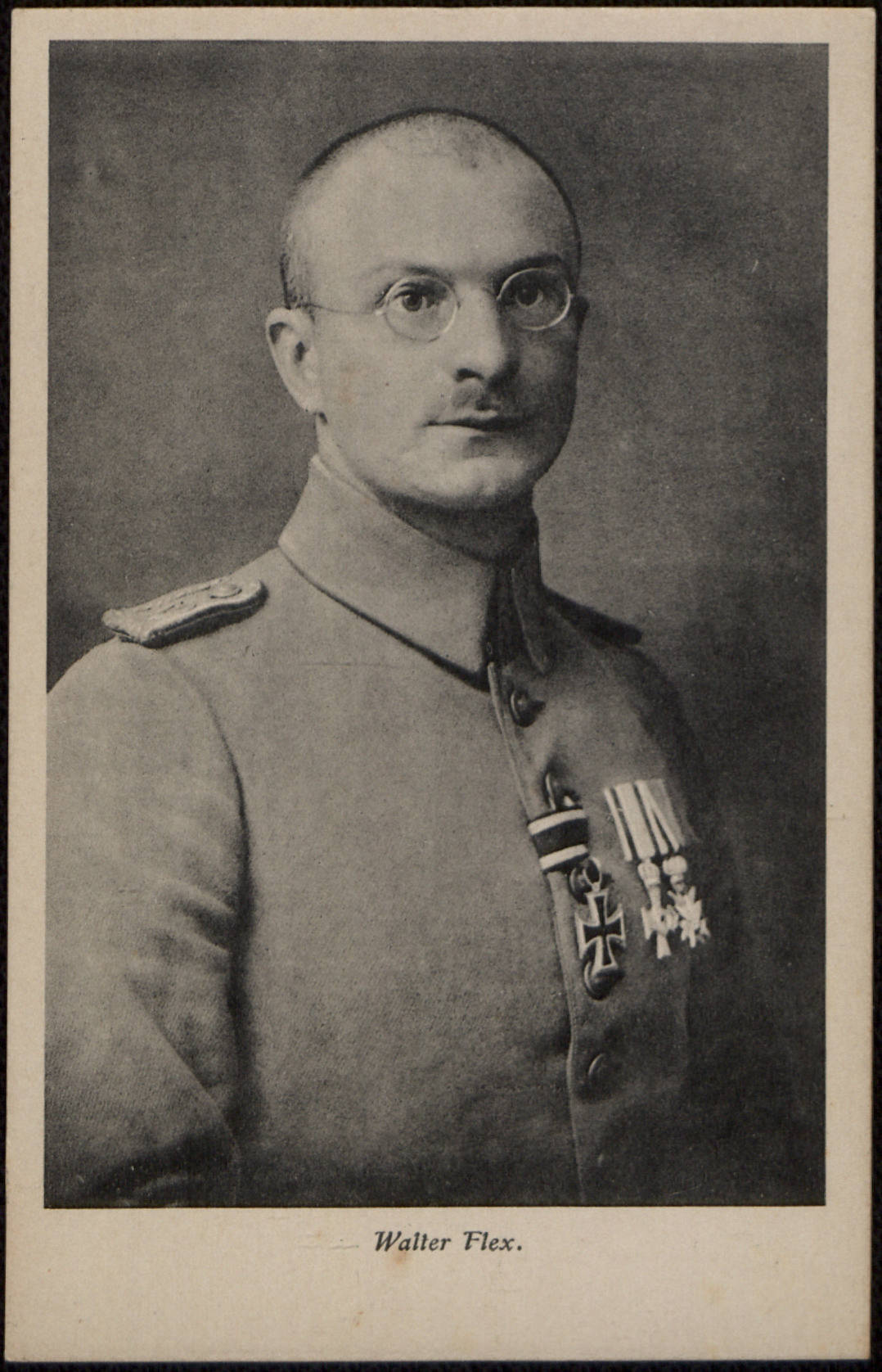
Walter Flex, ca. 1915

Walter Flex (* 6. Juli 1887 in Eisenach; † 16. Oktober 1917 bei Pöide, deutsch Peude, auf der estnischen Insel Saaremaa, deutsch Ösel) war ein deutscher Schriftsteller und Lyriker.

## Leben

### Herkunft und Ausbildung
Walter Flex wurde als Sohn des politisch und kulturell vielfach engagierten nationalliberalen Gymnasialprofessors Rudolf Flex und seiner Ehefrau Margarete geb. Pollack geboren. Er besuchte das damalige Karl-Friedrich-Gymnasium in Eisenach, heute Martin-Luther-Gymnasium, und verfasste bereits als Schüler poetische und dramatische Texte, z. B. Die Bauernführer. 1906 legte er sein Abitur ab.

### Studium und schriftstellerische Anfänge

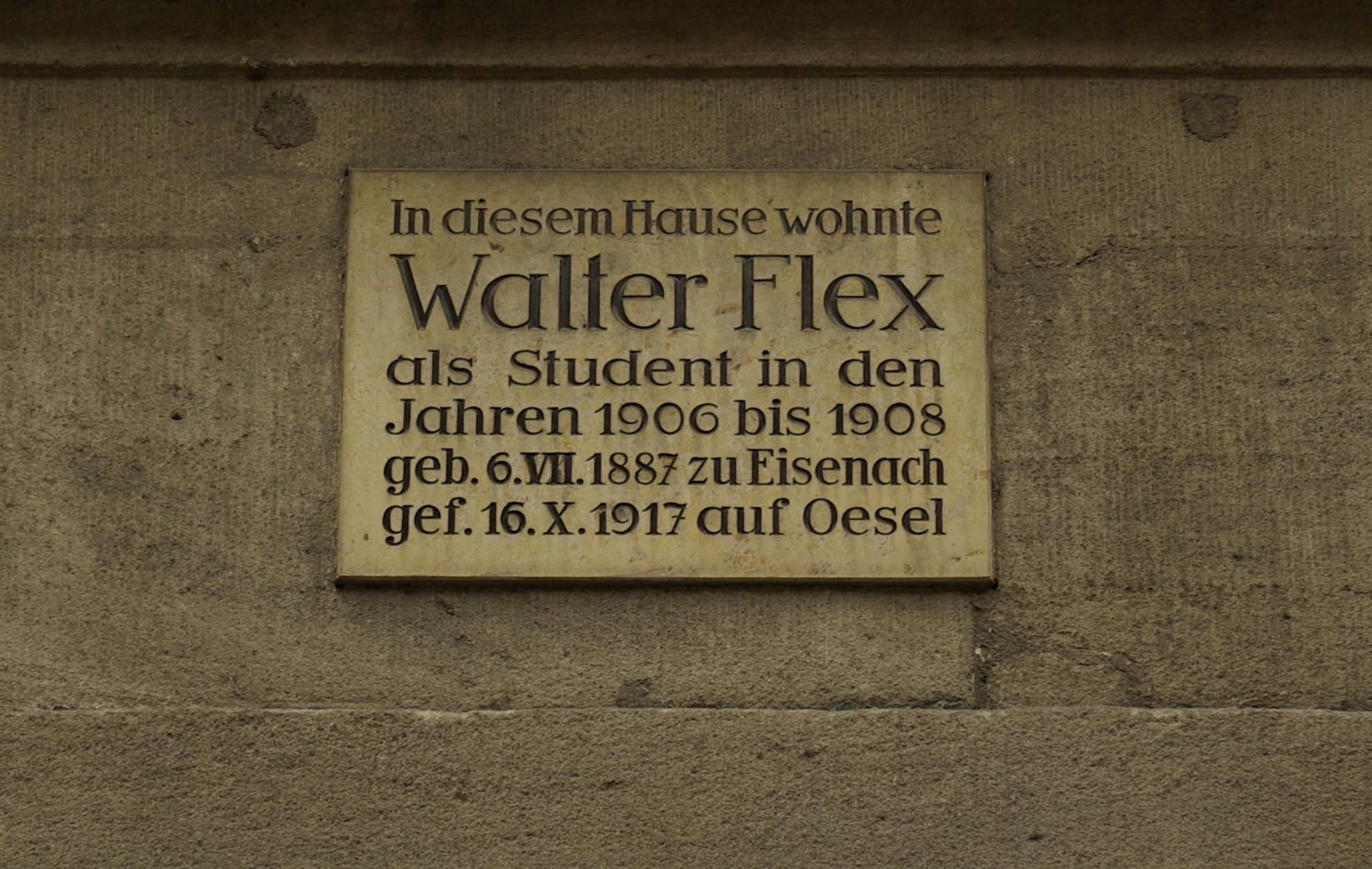
Gedenktafel am Haus Friedrichstraße 16 in Erlangen

1906 begann Flex ein Studium der Germanistik und Geschichte an der Universität Erlangen und wurde gleichzeitig Mitglied der Burschenschaft der Bubenreuther. 1908 setzte er sein Studium an der Universität Straßburg (damals Reichsland Elsaß-Lothringen) fort und veröffentlichte nebenher Erzählungen, Novellen und Gedichte. Das von Flex während seiner Studentenzeit geschriebene fünfaktige Trauerspiel Demetrius erzielte bei seiner Uraufführung in Eisenach einen „starken Erfolg“, was sogar der Wiener Zeitung vom 15. März 1909 eine Erwähnung wert war.
Sein ursprüngliches Vorhaben, wie sein Vater das Staatsexamen zu machen und danach als Gymnasiallehrer tätig zu werden, gab Flex auf. Ein erstes Dissertationsprojekt an der Universität Straßburg schloss er nicht ab. Stattdessen ging Flex 1910 nach Erlangen zurück und wurde hier 1911 zum Thema Die Entwicklung des tragischen Problems in den deutschen Demetriusdramen von Schiller bis in die Gegenwart promoviert.
Die Bekanntschaft mit der Familie des verstorbenen Reichsgründers Otto von Bismarck, bei der er in den Jahren 1910 bis 1913 als Hauslehrer tätig war, zunächst in Varzin (Hinterpommern) und dann in Friedrichsruh bei Hamburg, beeinflusste sein literarisches Schaffen. 1913 kam es zu einem – nach außen sorgfältig kaschierten – Bruch mit seinen Arbeitgebern, da für Flex die international zusammengesetzte Adelsfamilie von Bismarck zu „undeutsch“ war. Flex blieb jedoch bemüht, sich in den Fußstapfen seines Vaters Rudolf Flex als literarischer Vertreter des nationalistischen Bismarck-Kultes der Kaiserzeit zu etablieren. Es entstanden die Bismarck-Novellen und das Drama Klaus von Bismarck, das 1913 am Hoftheater in Coburg uraufgeführt wurde. Flex wurde wegen einer Sehnenverletzung an der rechten Hand vom Militärdienst befreit. Die anderthalb Jahre bis zum Kriegsausbruch im August 1914 verbrachte er als Hauslehrer einer Landadelsfamilie von Leesen bei Rawitsch in der Provinz Posen.

### Erster Weltkrieg

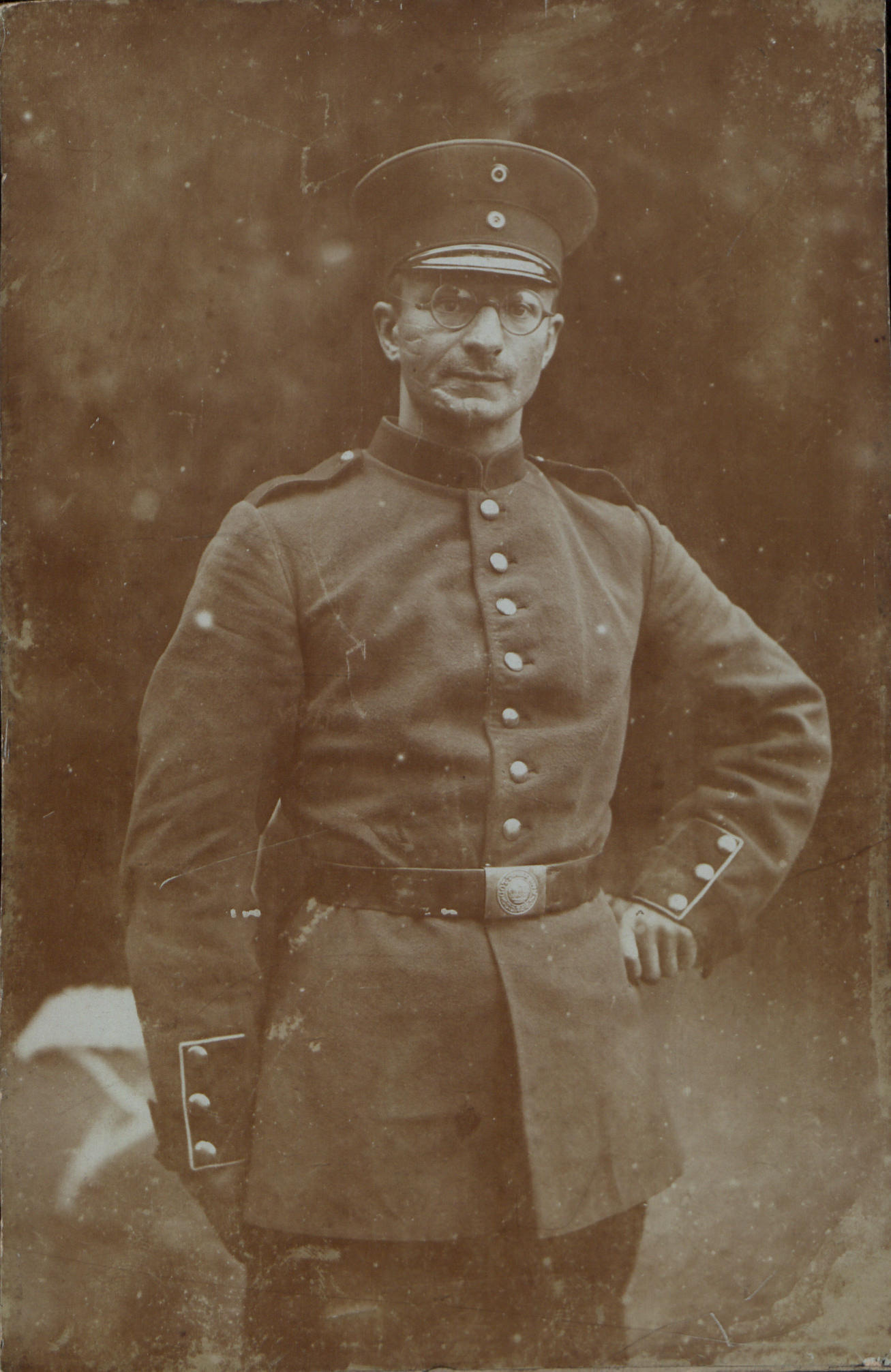
Walter Flex als Kriegsfreiwilliger im August 1914

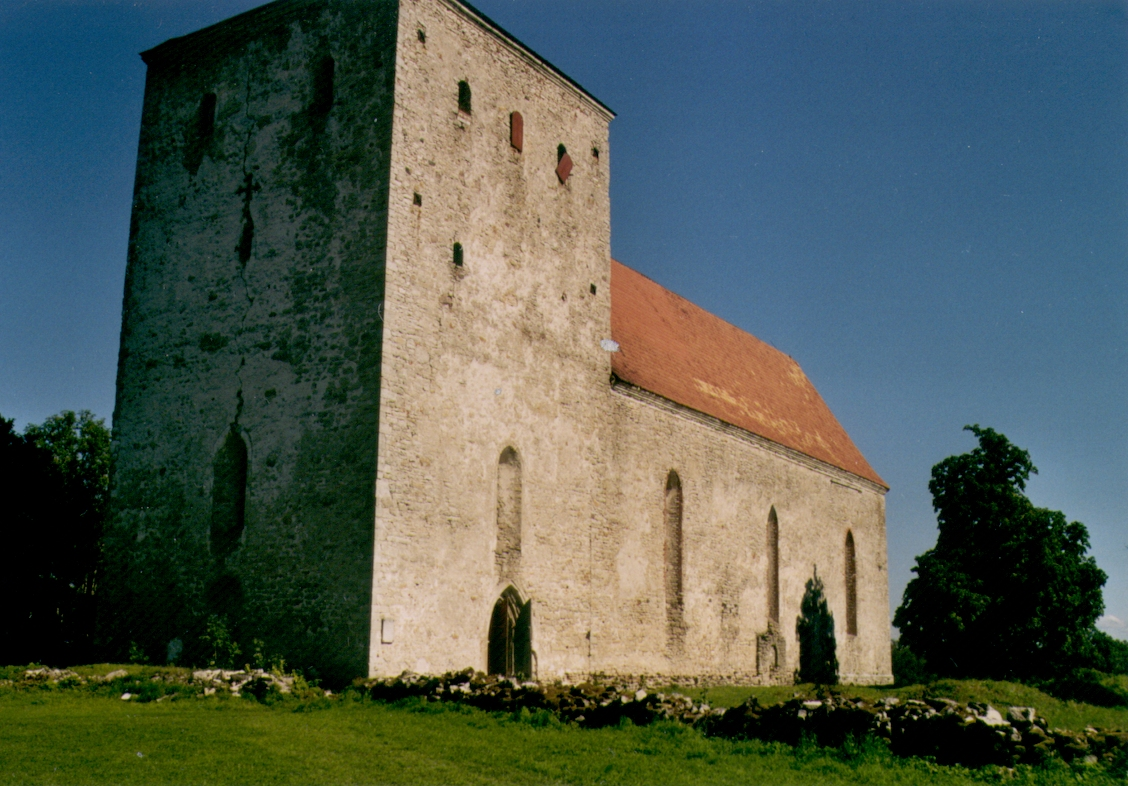
Kirche von Pöide mit aufgelassenem Friedhof

Flex meldete sich 1914 als Kriegsfreiwilliger in Posen und diente im 3. Niederschlesischen Infanterie-Regiment Nr. 50. Sein jüngster Bruder Otto fiel im September 1914 in der Marneschlacht. Im Oktober 1914 zog sein Regiment nach Lothringen. Flex beteiligte sich an der Schwemme nationalistischer Kriegslyrik, die im August und September 1914 in Deutschland veröffentlicht wurde (siehe auch Augusterlebnis). Seine in der Täglichen Rundschau, damals eine der auflagenstarken deutschen Tageszeitungen, veröffentlichten Kriegsgedichte machten ihn erstmals einem breiteren Publikum bekannt. Sie wurden daraufhin auch mit großem Erfolg in Anthologien veröffentlicht.
Am 27. Januar 1915 gehörte Walter Flex zu den Dichtern und Schriftstellern, die Kaiser Wilhelm II. anlässlich seines Geburtstages mit dem Roten Adlerorden 4. Klasse mit der königlichen Krone auszeichnete.
Im März 1915 absolvierte Flex eine Offiziersausbildung auf dem Truppenübungsplatz Warthelager bei Posen. Zum Leutnant der Reserve befördert, diente er seit Mai 1915 zumeist an der Ostfront, vor allem in Nordostpolen und im Baltikum. In diesem Zusammenhang lernte er den jüngeren Studenten der Theologie Ernst Wurche kennen, der ebenfalls ein Kriegsfreiwilliger war (* 24. November 1894). Beide verband bald eine innige, auch homoerotische Beziehung.
Der Tod Wurches während eines Patrouillengangs am 23. August 1915 bei Simnen war für Flex ein einschneidendes Erlebnis. Der Versuch, dieses Trauma zu verarbeiten, fand seinen literarischen Niederschlag in der autobiografisch orientierten Erzählung Der Wanderer zwischen beiden Welten. Sie erschien im Oktober 1916 im Verlag C. H. Beck und wurde innerhalb kürzester Zeit zu einem sensationellen Erfolg. Es wurde das erfolgreichste Buch eines deutschen Schriftstellers im Ersten Weltkrieg und eines der erfolgreichsten deutschen Bücher im 20. Jahrhundert überhaupt. Darin verbinden sich völkischer Nationalismus mit passagenweiser Darstellung inniger Homoerotik, lautmalerisches expressionistisches Stakkato mit jugendbewegter Naturpoesie. Für mindestens zwei Generationen deutscher Jugendlicher wurde Der Wanderer zwischen beiden Welten zu einem Kultbuch und Walter Flex bis 1945 zum – auch literaturwissenschaftlich hoch geschätzten – Klassiker der Moderne. Genregeschichtlich steht sein Werk am Beginn einer ganzen Serie ähnlich gelagerter autobiografisch orientierter Kriegserzählungen, von denen Ernst Jüngers In Stahlgewittern, die Antikriegsromane von Ludwig Renn Krieg und von Erich Maria Remarque Im Westen nichts Neues die bekanntesten und auflagenstärksten waren.
Das im Wanderer enthaltene Gedicht Wildgänse rauschen durch die Nacht wurde bald mehrmals vertont und zu einem der bekanntesten deutschen Gedichte. 
1917 wurde Flex wegen seines literarischen Ruhms nach Berlin abkommandiert, um im Auftrag des Generalstabs an der Publikation Der Krieg in Einzeldarstellungen mitzuwirken. Obwohl die Publikation von Flex auftragsgemäß fertiggestellt wurde, blieb der Aufenthalt in der Etappe Episode. Auf eigenen Wunsch wieder an die Ostfront versetzt, wurde Flex beim Unternehmen Albion Kompanieführer im Infanterieregiment 138. Er erlitt bei einem Scharmützel mit russischen Truppen in der Nähe des Peudehofs eine Verwundung, an deren Folgen er einen Tag später im Lazarett von Peudehof starb.

## Gräber

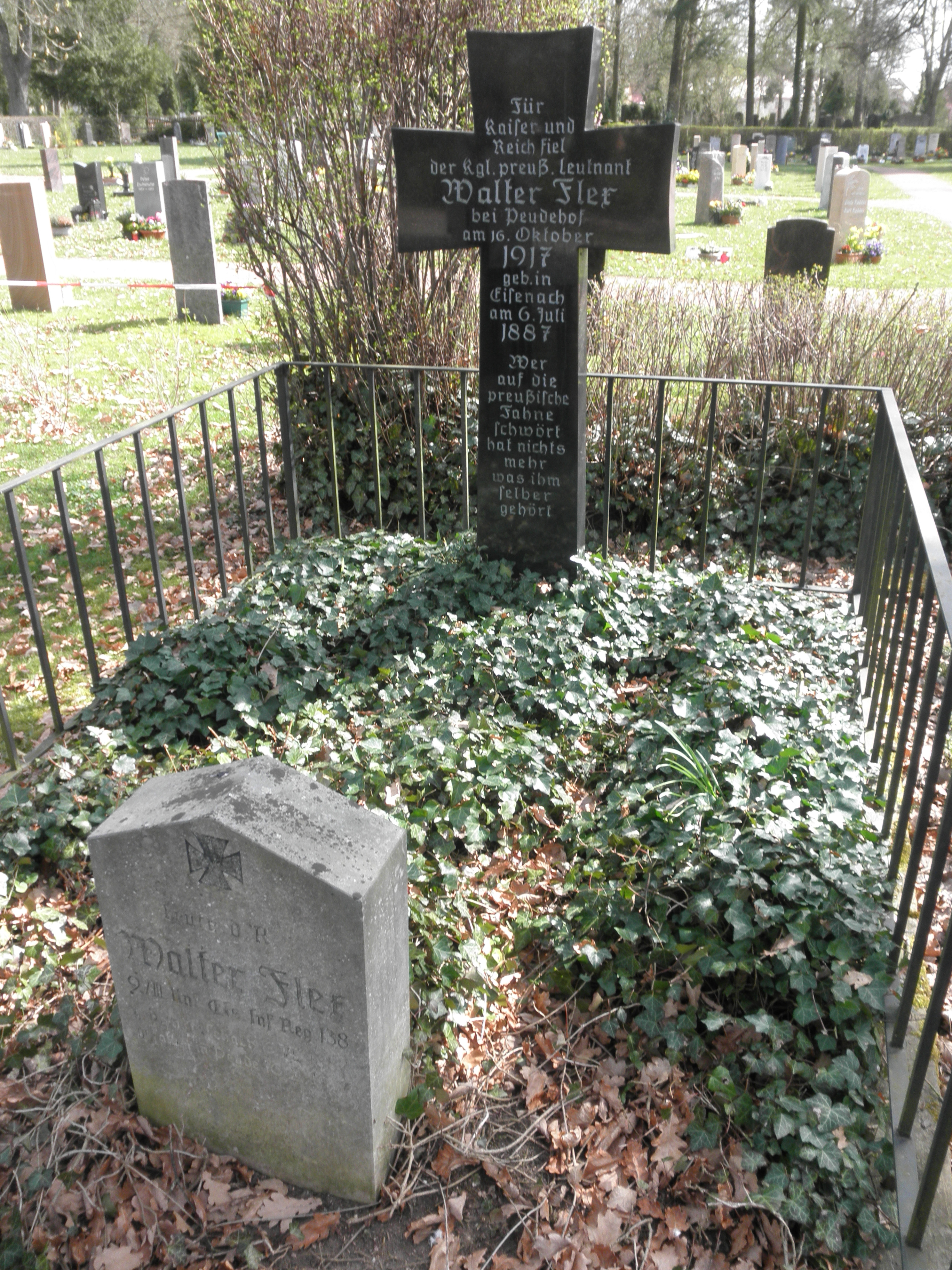
Symbolisches Grabmal für Walter Flex auf dem Hauptfriedhof in Eisenach (2015)

Begraben wurde Flex 1917 auf dem Dorffriedhof von Pöide, wo das Holzkreuz bald verfiel. An seine Stelle kam eine Gedenktafel, die nach Ende des Ersten Weltkriegs entfernt wurde; als namenloses Grab blieb die Stätte aber erhalten. Die Nationalsozialisten ließen die sterblichen Überreste von Flex 1940 auf den Friedhof der Garnison Königsberg i. Pr. umbetten. Ostpreußens Hauptstadt war leichter zu erreichen und eignete sich daher auch besser zur propagandistischen Flex-Verehrung. Der dortige Grabstein wurde im Zweiten Weltkrieg zerstört.
An der ursprünglichen Grabstätte in Pöide schichteten unbekannte Besucher in der Zeit der Perestroika zwei kleine Steinhügel auf. Eine deutsche Jugendgruppe brachte 1995 ein schlichtes Birkenkreuz an.
Die 1987 gegründete Öselsche Gesellschaft für Denkmalpflege initiierte einen Gedenkstein. Der Historiker Raul Salumäe (heute Direktor des Museums in Kuressaare), eine studentische Landsmannschaft und eine Untergliederung der Sudetendeutschen Landsmannschaft ermöglichten die Verwirklichung der Idee. Durch Vermittlung eines Stuttgarter Pfarrerehepaars recherchierte Salumäe im Deutschen Literaturarchiv Marbach (DLA). Das Ergebnis erschien im Jahrbuch des DLA. Von Salumäe entworfen und vom einheimischen Steinmetz Markus Vaher ausgeführt, wurde der Gedenkstein am 6. Juli 1997, dem 110. Geburtstag von Flex, mit einem kleinen Festakt vor 60 überwiegend estnischen Gästen eingeweiht. Er befindet sich an derselben Stelle wie der erste Grabstein.
Auf dem Hauptfriedhof von Eisenach, der Heimatstadt von Walter Flex, gibt es außerdem ein symbolisches Grab (unmittelbar südöstlich des Verwaltungsgebäudes). Von der Errichtung dieser Gedenkstätte machte der ehemalige Freundeskreis Walter Flex die Schenkung des Nachlasses des Dichters an die Stadt Eisenach abhängig. Der Bestand wird im Stadtarchiv Eisenach aufbewahrt.

## Ehrungen
- In Landsberg an der Warthe war die „Walter-Flex-Kaserne“ der Wehrmacht nach Walter Flex benannt.[10]
- In zahlreichen deutschen Städten wurden Straßen, Plätze, Gebäude und Schulen nach ihm benannt, von denen einige nach dem Ende der NS-Diktatur umbenannt wurden, so z. B. der Edingerweg in Frankfurt am Main[11] oder die Ernst-Henning-Straße in Hamburg[12]. Die Walter-Flex-Straße in Bonn wurde 2017 zu Ehren des langjährigen Bundesaußenministers in Genscherallee umbenannt.[13][14] Der Walter-Flex-Weg in Graz wurde 2017 von einer Historikerkommission kritisch beurteilt, da Flex Kriegslyriker im Ersten Weltkrieg war und in der Forschung als „chauvinistischer Kriegslyriker“ bezeichnet wurde.[15]
- In der Sowjetischen Besatzungszone verschwanden bereits 1945 alle Benennungen nach Walter Flex, so die einer großen Schule in Naumburg (Saale).

## Werke (Auswahl)
- Demetrius (Drama), 1909
- Der Schwarmgeist (Novelle), 1910
- Im Wechsel (Gedichte), 1910
- Lothar (Drama), 1912
- Zwölf Bismarcks (Novellen), 1913

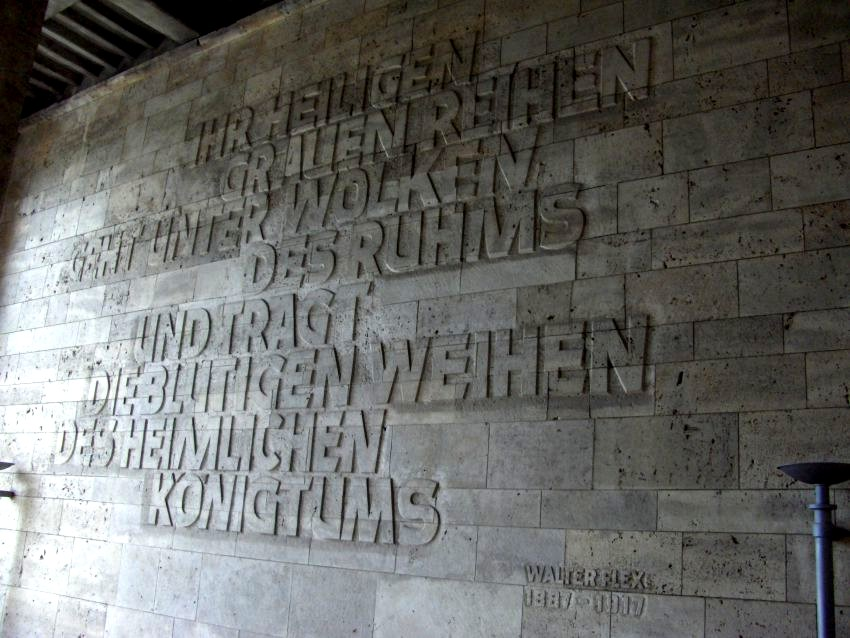
Zitat von Walter Flex als Inschrift in der Langemarckhalle Berlin

- Klaus von Bismarck (Drama), 1913 (Uraufführung im Mai 1915 im Hoftheater zu Kassel, wobei die fünfaktige Tragödie „bei lebensvoller, vortrefflicher Darstellung eine sehr beifällige Aufnahme“ fand)[16]
- Das Volk in Eisen (Gedichte), 1914
- Sturmruf (Gedicht), 1914[17]
- Ostdeutsches Kinderlied (Gedicht), 1914[18]
- Im Schützengraben (Gedicht), 1914[19]
- Weihnachtsmärchen des 50. Regiments (Märchen), (vermutl. 1914)
- Sonne und Schild (Gedichte), 1915
- Vom großen Abendmahl (Verse und Gedanken), 1915
- Die schwimmende Insel (Kriegsmärchenspiel), 1916 (Uraufführung des im Felde verfassten Werkes im Dezember 1916 am Stadttheater Eisenach)[20]
- Der Wanderer zwischen beiden Welten (Novelle), 1916, neu aufgelegt mit Anmerkungen, Karten, Fotos im bge-verlag, München 2014, ISBN 978-3-945432-00-6; darin enthalten das bekannte Gedicht Wildgänse rauschen durch die Nacht
- Im Felde zwischen Nacht und Tag (Gedichte), 1917
- Leutnantsdienst. Neue Gedichte aus dem Felde (Gedichte), 1917[21]
- Wallensteins Antlitz (Novelle), 1918
- Die russische Frühjahrsoffensive 1916 (= Der Große Krieg in Einzeldarstellungen, Band 33). Hrsg. Kriegspresseamt beim Generalstab des Feldheeres, 1919
- Wolf Eschenlohr (Novelle), 1919
- Lothar, 1920
- Die evangelische Frauenrevolte von Löwenberg ohne Jahr.
- Novellen (6 Stück), geschrieben 1907–1914, Beck, München 1926